# Schreckmümpfeli
Das Schreckmümpfeli ist eine Reihe von Kurzhörspielen des Schweizer Radio SRF 1.
Es handelt sich um Kurzkrimis mit schwarzem Humor. Die Spieldauer beträgt ca. 6 bis 12 Minuten. Die Sendung wird als Gutenachtgeschichte jeweils montags um 23:04 Uhr ausgestrahlt.
«Schreckmümpfeli» ist eine Verballhornung von «Bettmümpfeli» (schweizerdeutsch für «Betthupferl»).
Die erste Sendung wurde am 5. November 1975 ausgestrahlt. 1989 wurde die Sendung abgesetzt, am 4. November 2002 jedoch wieder aufgenommen.
Ein Teil der Hörspiele wurde auf CDs veröffentlicht. Seit 2005 erschienen 10 CDs im Christoph Merian Verlag.
Die Autoren der Schreckmümpfeli sind meist Schweizer Schriftsteller, darunter auch bekannte wie Gion Mathias Cavelty, Lukas Hartmann, Franz Hohler, Lukas Holliger, Ulrich Knellwolf, Charles Lewinsky, E. Y. Meyer, Milena Moser, Gerold Späth, Peter Stamm, Peter Weingartner und Urs Widmer. Auch einige bekannte deutsche Autoren, wie Peter Neugebauer, Ingrid Noll, Heidi Knetsch, Otto Höschle, Stefan Richwien und Jan Schröter haben für diese Sendungen Texte geschrieben.
Bekannte Hörspielsprecher, die häufig den Figuren der Hörspielserie Schreckmümpfeli ihre Stimme liehen, waren Rainer Zur Linde (1943–2015), Siegfried Meisner (1926–2001), Renate Müller (* ca. 1945), Klaus Degenhardt (* 1939), Josef Ostendorf, Norbert Schwientek, Günther Ungeheuer, Dinah Hinz, Arno Görke, Thomas Sarbacher, Hanspeter Müller-Drossaart, Amido Hoffmann (1927–2003), Wolfgang Völz, Bernhard Bettermann, Siegfried Wischnewski, Ingeborg Engelmann, Peter Simonischek und Julia Jentsch.
In den bisher ausgestrahlten 626 Folgen führte u. a. Rainer zur Linde 172-mal Regie.

## Rezensionen
«Neben dem legendären Signet – mit schauerlichen Synthesizerklängen und aufschreckender Diktion – sind erstklassige Besetzungen und Geschichten, die Spannung aufbauen und ein überraschendes Ende finden, zum Markenzeichen der ‹Schreckmümpfeli› geworden.»

«In diesen schaurig-schönen, erstklassigen Betthupferl-Geschichten bleiben keine gruseligen Wünsche offen.»